# El crimen de lord Arthur Saville
«El crimen de lord Arthur Saville», a veces publicado con el subtítulo de «Una reflexión sobre el deber», es un relato corto escrito por el escritor, poeta y dramaturgo irlandés Oscar Wilde.

## Resumen
En mitad de una fiesta, la última que daba lady Windermere antes de Semana Santa, ella decide llamar a su quiromante, el Sr. Podegers, para que realice una demostración. Tras una serie correctas adivinaciones, lady Windermere propone a lord Arthur Saville como el siguiente. Lord Arthur se encontraba próximo a casarse con una joven de clase alta llamada Sybil. Ella, con su humor, dice desear saber cualquier cosa mala acerca de Arthur para contárselo al día siguiente a su futura esposa. Cuando el Sr. Podgers lee la mano de Arthur palidece de temor y se niega a dar más que detalles poco importantes de su vida futura. Nadie más que Arthur nota esto y, tras que la fiesta haya terminado, le ofrece dinero al Sr. Podgers para que sea sincero con él. Tras verse tentado con el pago, Podgers le revela la palabra que vio en su mano: asesino. Tras vagar atemorizado por las calles, Lord Arthur decide enfrentar el problema: las predicciones de Podgers son reales y él, Arthur, no puede permitir que su amada Sybil se case con un asesino. Debido a estos acontecimientos, Arthur decide posponer la boda hasta que su destino se haya cumplido.

## Personajes/
Lord Arthur Savile, Sibyl Merton, Sr Podegers